# Death Stranding
Death Stranding — відеогра жанру action з відкритим світом, розроблена студією Kojima Productions для ігрових консолей PlayStation 4, Xbox Series X/S і Windows. Видавцем є Sony Interactive Entertainment. Це перша гра за авторством Хідео Кодзіми після його відходу з Konami. У роботі над грою брали участь Норман Рідус, Мадс Міккельсен, Леа Сейду, Трой Бейкер та Ліндсі Ваґнер. Гільєрмо дель Торо та Ніколас Віндінґ Рефн слугували 3D моделями. Вона містить кооперативний режим, але призначена також і для проходження одним гравцем. У розробці перебувають продовження та кіноадаптація.

## Ігровий процес

Сем виконує доставку вантажу

Death Stranding належить до жанру екшн з відкритим світом і включає в себе мультиплеєрні  функції. Гравець виступає в ролі чоловіка на ім'я Сем, який працює на організацію BRIDGES, котра налаштовує комунікації між регіонами Об'єднаних міст Америки майбутнього. Команда Сема займається розширенням «хіральної мережі» (англ. Chiral Network) в умовах таємничої катастрофи, що спіткала Сполучені Штати. Завданням Сема є встановлювати безпровідний зв'язок між населеними пунктами, для чого він повинен завойовувати там репутацію, виконуючи доставки вантажів. Це вимагає долати природні перешкоди, оборонятися від грабіжників, привидів та інших небезпек, а також правильно розподіляти на собі вантажі. При неправильному розподілі вантаж може пошкодитись, деякі потребують особливих умов доставки. Наприклад, їх не можна перевертати, або слід нести лише в руках.
Основними параметрами Сема є рівень здоров'я, швидкість руху, вантажопідйомність і витривалість. На швидкість впливає вага вантажу та стан взуття, котре слід іноді міняти. Витривалість витрачається на біг і бої, для її відновлення необхідно пити та їсти. Між віддаленими точками він здатен прокладати розкладні драбини, закидати троси, а потім і прокладати мости й дороги. Місцями дається змога користуватись транспортом на кшталт мотоциклів і автомобілів, а також летючими платформами. Згодом прості доставки можна доручати роботам. Що ширша «хіральна мережа», то більше можливостей отримує Сем. Збираючи матеріали, він згодом вчиться конструювати різні корисні предмети. Сем здатний носити екзоскелет, що збільшує його силу та витривалість, але вимагає періодичної підзарядки. Від грабіжників він може відбиватись підручними засобами, або ж нелетальною зброєю. Інша загроза — це привиди, котрі майже нерухомі, але невидимі. Виявити їх можна тільки зупинившись, якщо мати при цьому капсулу з дитиною під назвою BB (Bridge Baby). Дитина перестає виявляти привидів, якщо зазнає стресу, тоді її слід заспокоювати. Боротися з привидами доводиться спеціальними гранатами, виготовленими з природних рідин Сема. Впродовж гри розробляється і стрілецька зброя зі спеціальними кулями.
Одним з елементів гри є «часопад» (англ. Timefall) — дощ з іншого світу, що порушує звичний хід часу: під його краплями рослини можуть виростати і засихати за лічені миті, а людське тіло — старіти на очах. Під час таких дощів виникають цінні «хіральні кристали».
За словами Коджіми, в разі смерті героя гри Сема дія гри не повертається до точки збереження, як у багатьох інших іграх; замість цього ігровий персонаж потрапляє в своєрідне «чистилище» — хіральний світ (англ. Chiral world), перекинутий догори дриґом і занурений під воду; гравець може обстежити цей простір з видом від першої особи, збираючи різні предмети. Коли ігровий персонаж повертається з потойбіччя, на тому місці лишається кратер.
У регіонах, під'єднаних до «хіральної мережі», гравець може лишати предмети та зводити споруди, які будуть доступні іншим гравцям. Він і сам може підбирати залишені кимось припаси та користуватись чужими камерами схову, укриттями, мостами, зарядними станціями. Скориставшись допомогою іншої особи, гравець дає їй «вподобання» та отримує його, коли сам допоміг комусь. При цьому «часопади» поступово псують залишені на просторах речі й споруди.

## Сюжет
Гра відкривається монологом про вибухи, що створили світ таким, яким ми його знаємо. Перший породив всесвіт, другий — Землю, третій — життя у звичній нам формі. Наступний вибух стер межу між світом живих і світом мертвих. Після таємничої катастрофи Сполучені Штати розділені на окремі міста, зв'язок між ними майже відсутній, а багато надбань минулого втрачено. Над територіями час від часу йдуть «часопади» — дощі, вода яких пришвидшує хід подій. Пустки населять привиди, а вцілілі люди змушені підкорятись новим законами природи. Так, мерців слід якомога швидше спалювати, адже вони виділяють субстанцію «хіраль», яка невдовзі вибухає. Накопичуючись в тілах живих, «хіраль» спонукає до депресії та самогубств.
Чоловік Сем Портер працює кур'єром, виконує доставки посилок між містами. Він завжди виконує доручення самотужки та тримається осторонь людей через гаптофобію — боязнь доторків. Тікаючи від «часопаду», він втрачає мотоцикл і вантаж, а сам ховається в печері. Там він зустрічає жінку Фреґіл, яка таємниче зникає. Розшукавши загублений вантаж, Сем прибуває до Центрального Вузла. Там він отримує нове завдання з доставки трупа самогубця в крематорій, який вже почав виділяти «хіраль». Дорогою на вантажівку нападають привиди на чолі з таємничим чоловіком у масці черепа, вбивають колег Сема, а потім і його самого. Проте Сем, після низки сумбурних видінь, отямлюється в іншому місті. Чоловік на прізвисько Дедмен пояснює, що Сем повернувся зі світу мертвих і тепер винятково цінний для організації BRIDGES, котра налаштовує комунікації між регіонами Об'єднаних міст Америки. Внаслідок вибуху «хіралі» Центральний Вузол знищено, вцілів лише Сем. Віднині він не може сам померти, а буде воскресати, до того ж володіє здатністю DOOMS, що дозволяє відчувати привидів. Дедмен доручає йому доставити морфій для президентки Америки, хворої на рак. Президентка Бріджет, як з'ясовується — мати Сема. Вона плекає надію, що США вдасться відновити, тому перед смертю дає сину завдання розшукати його сестру Амелію. Кілька років тому Амелія вирушила з тим же завданням на захід, але зникла. Сем не вірить, що це можливо, та неохоче береться за виконання завдання.
Спершу йому доручають доставити тіло матері в крематорій разом з «несправним» BB. Крематорій оточують привиди, проте BB проявляє таємничий зв'язок із Семом, завдяки чому той знаходить вихід і називає дитину Лу. Сем настоює на тому, щоб лишити BB з ним. Дедмен і глава BRIDGES Дайхардмен розповідають, що експедиція Амелії встановила термінали «хіральної мережі» від східного до західного берега. Термінали дозволили б передавати інформацію та предмети, ігноруючи відстань, і тим самим посприяли б відродженню держави. Проте мережа не була активована, а Амелію, наступницю президента, захопили в полон сепаратисти з організації «Homo Demens». Дізнавшись про це, Сем вирішує визволити сестру, дорогою активовуючи термінали пристроями Q-pid.
Він вирушає на захід, отримує різні завдання та поступово здобуває дедалі більше допомоги в подяку за свої послуги. Це дозволяє просуватися все далі, підключаючи нові регіони до мережі. Проте що більші його успіхи в цьому, то зростає концентрація «хіралі». Паралельно Сема в снах відвідує Амелія, а від свого BB він отримує видіння про невідомого чоловіка. Дедмен пояснює, що дитина вже була в кількох кур'єрів, і не може пояснити, кого саме згадує BB. Врешті Сем дістається до Великих озер, де йому на допомогу приходить Фреґіл. Вона розповідає, що очолювала кур'єрську компанію, та її привели до занепаду атаки терористів на чолі з Гіґґсом. Як і Сем, Фреґіл — володарка DOOMS, що дозволяє їй телепортуватись. Але DOOMS Гіґґса ще сильніший і дозволяє вільно подорожувати між світом живих і мертвих. Гіґґс виявляється лідером сепаратистів, які утримують Амелію і тим самим чоловіком у масці черепа, баченим раніше. Він намагається зупинити Сема, прикликавши величезного привида, та Сему вдається його подолати й продовжити подорож. Фреґіл згодом розповідає, що Гіґґс обманом змусив її спровокувати «викид смерті» в Центральному Вузлі. Невдовзі Сем отримує чергову посилку, що виявляється новою бомбою від Гіґґса, і її доводиться терміново винести подалі від міста.
Коли мережа майже завершена, починається надприродна буря, що переносить Сема до примарного поля бою. Це виявляється Берег — поріг світу мертвих, який у кожної людини свій. Сем виявляє, що це не його Берег, а чоловіка Кліффа зі спогадів Лу. Незнайомець зі своїм загоном привидів полює на його BB і його жага знайти дитину не дає піти далі до світу мертвих. Пізніше буря повторюється, коли Дедмен забирає Лу на лікування. Сем вирушає врятувати його та знову опиняється на полі бою, звідки, після блукань і боротьби проти привидів Кліффа, виводить Дедмена та Лу в реальний світ. Паралельно спогади про Кліффа стають все чіткішими, вказуючи на його тісний зв'язок з дитиною.
Зрештою Сем дістається до західного узбережжя, де стикається з Гіґґсом, який зливається з привидом і ув'язнює всередину Амелію. Коли Сем перемагає його, лиходій тікає з Амелією. Фреґіл, використовуючи ментальний зв'язок Сема з сестрою, переноситься з ним на Берег, де Гіґґс ув'язнює Амелію в примарній павутині. Гіґґс називає її Сутністю Вимирання, але не розкриває деталей. Сем перемагає Гіґґса та лишає його Фреґіл. Розповівши Фреґіл свої мотиви, Гіґґс вчиняє самогубство. На Березі Сем знаходить Бріджет і Дайхардмена, та раптом з води виходить Кліфф зі своїм загоном. Амелія викидає Сема до світу живих аби врятувати його.
Після повернення за якийсь час Сем потрапляє в нову надприродну бурю, де дізнається, що Кліфф — це його батько і той шукав не Лу, а самого Сема. Його було призначено в дитинстві для використання як BB, оскільки його мати померла і дитина отримала особливий зв'язок зі світом мертвих. Таким чином у спогадах Лу він бачив власне дитинство. Зустрівшись із сином, Кліфф знаходить спокій. За час відсутності Сема Дайхардмен застрелився й лишив повідомлення, в якому розповідає, що Амелію ніхто не зустрічав особисто, фактично її не існувало. До того ж Бріджет не могла мати дітей через хворобу. Дайхардмен припускає, що Бріджет і Амелія — це два прояви єдиної істоти, що маніпулювала людьми до катастрофи, а потім BRIDGES. Всі, хто знали про це, загинули при вибуху Центрального Вузла. Тому Дайхардмен вирушив до світу мертвих знайти Бріджет і дізнатись таємницю Амелії. Фреґіл повідомляє Сему що дізналась з минулого Гіґґса. Насправді саме Амелія очолювала «Homo Demens», вона — Сутність Вимирання, істота, котра здійснює масові вимирання для спрямування розвитку життя. В кожної людини свій Берег, але Берег Амелії підтримує їх усі через «хіральну мережу», змушуючи світ мертвих дедалі більше проникати до світу живих. Гіґґс повстав і прагнув використати Сутність Вимирання, запустивши «останній викид», який знищить життя у видимому світі. Сема просять вирушити до Амелії та переконати не продовжувати вимирання — або вбити її.
Фреґіл знову переносить Сема на Берег до Амелії. Вона розповідає, що вважає вимирання шляхом до виживання — вціліле життя зростає сильнішим. Смерть дає сенс жити й розвиватись, без цього настане цілковите знищення. Для цього Сутність Вимирання обрала Сема, щоб він завершив згубну «хіральну мережу». Проте тепер, коли мережа завершена і люди об'єднані, в них є інший шлях до розвитку, не в боротьбі, а в спільній праці. Амелія бачить єдиний порятунок у тому, щоб відрізати її Берег від Берегів людей і це припинить надприродні прояви, хоча й зробить її самотньою.
Дедмен повертає Сема до світу живих. Вцілілий Дайхардмен стає новим президентом. Дедмен розкриває Сему його минуле — Кліфф викрав його після клінічної смерті матері, щоб той не став BB, і загинув, коли його намагалися зупинити. Сем тоді помер, але Амелія знайшла його в світі мертвих і повернула до життя для виконання свого плану. Останнім завданням Сема стає відправити свого BB, термін експлуатації якого скінчився, в крематорій. Але Сем, згадавши історію власної появи на світ, зжалюється над дитиною, виймає її з капсули та називає Луїзою, давши шанс на життя.

## Персонажі
- Норман Рідус — Сем Портер Бріджес
- Леа Сейду — Фреґіл
- Мадс Міккельсен — Кліффорд Ангер
- Ґільєрмо дель Торо — Deadman
- Марґарет Кволлі — Мама / Локне
- Ніколас Віндінґ Рефн — Гартмен
- Трой Бейкер — Гіґґс Монаган

## Розробка

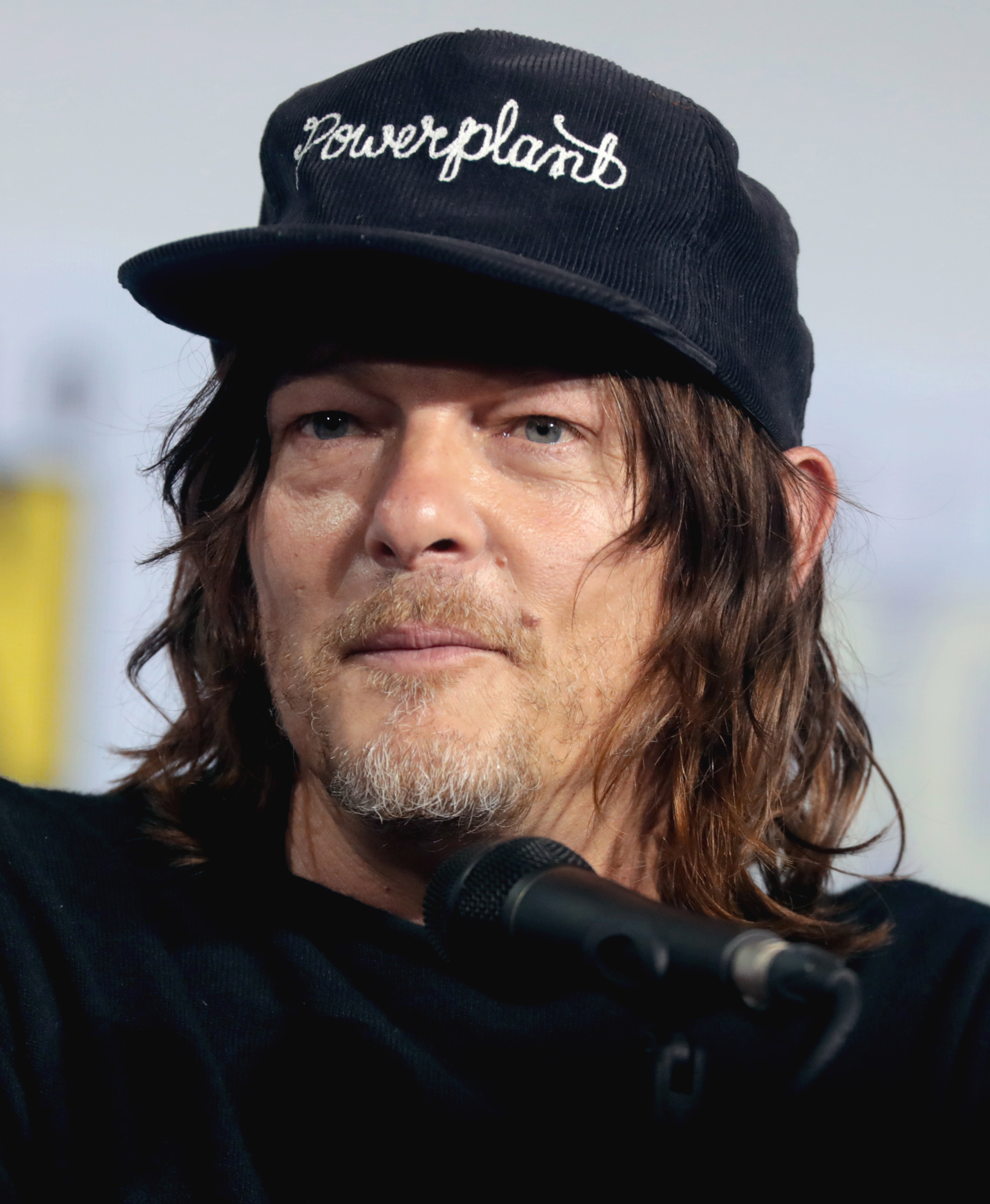
Норман Рідус, чия зовнішність надана протагоністу гри

Хідео Коджіма, керівник Kojima Productions, відоміший як творець серії відеоігор Metal Gear. Влітку 2015 року після затяжного корпоративного конфлікту з японською компанією Konami студія Kojima Productions, що була на той час  лише її підрозділом, була закрита і відтворена як незалежна студія з розробки відеоігор в грудні того ж року. Наприкінці 2015-го, до анонсу гри, було повідомлено, що очікуваний перший проєкт студії повинні випустити спочатку на PlayStation 4, а потім, після закінчення деякого періоду «ексклюзивності», і на ПК. Гра використовує ігровий рушій Decima Engine, розроблений голландською компанією Guerrilla Games; при цьому, за словами керівника Guerrilla Games Германа Хульста, Kojima Productions повинна була створити в Амстердамі підрозділ спеціально для співпраці з його компанією.

Гра Death Stranding є екшн-грою, як і Metal Gear Solid, і не повинна розглядатися як заміна Silent Hill, скасованого проєкту Коджіма часів його роботи в Konami. З приводу жанру гри Хідео Коджіма заявив, що це буде екшн з новими елементами і доповненнями. Він провів паралель з його ранньою грою Metal Gear 1987 року, яка нині класифікується як стелс-гра, однак під час виходу її називали екшеном, оскільки жанру «стелс» ще не виділялося. За словами Коджіми, він почав створення гри з розробки оригінальної ігрової механіки — його задум спочатку не зрозуміли навіть співробітники Kojima Productions, коли Хідео виклав їм свою ідею.
Назву гри було офіційно озвучено під час конференції Sony на виставці E3 2016. Тоді ж продемонстрували тизер гри — наповнений тривожними, але чарівливими образами і прихованими деталями. Ролик демонстрував персонажа із зовнішністю Нормана Рідуса на березі біля моря; саме цей персонаж є головним героєм гри, керованим гравцем. 2 грудня 2016 року на церемонії нагородження The Game Awards 2016 показали другий тизер, де фігурують персонажі, змодельовані за образом Гільєрмо дель Торо і Мадса Міккельсена. Персонаж Міккельсена, припускалось, є антагоністом, наділеним надприродними здібностями. В інтерв'ю для IGN Japan він відзначав, що його персонаж не є лиходієм у повному сенсі цього слова: в іграх Коджіми немає «поганих хлопців» або «хороших хлопців», образи героїв у них двозначні і поєднують в собі хороші і погані риси. Тривалий трейлер, показаний рік тому на церемонії The Game Awards 2017, було виконано в дусі НФ-хоррора і показував персонажа Рідуса в складі групи людей в захисних костюмах, яка піддається нападу невидимого чудовиська.Згідно з інтерв'ю Коджіми сайту IGN, для розробки гри дуже болючою виявився страйк акторів озвучування, організований американською профспілкою SAG-AFTRA; до його закінчення в жовтні 2017 року студія Kojima Productions не могла займатися записом озвучування або сцен за технологією захоплення руху за участю акторів — членів профспілки, хоча виконавці головних ролей — Рідус і Міккельсен — проявляли інтерес до гри. Студія витратила вільний час на роботу з рушієм Decima Engine, допрацьовуючи його для потреб гри.
Назва гри є двозначною: з одного боку, за словами Коджіми, вона присвячена чомусь чужинському, «викинутому» в наш світ подібно до того, як на берег моря викидаються кити і дельфіни (англ. Cetacean stranding); з іншого боку, слово strand використовується в психології в контексті зв'язків і уподобань — тому в тизері гри з'являються образи кабелів і пуповин, що зв'язують персонажів один з одним. Коджіма пояснив одну з головних тем гри, посилаючись на якусь легенду Кобо Абе, в якій говориться, що першим інструментом, створеним людиною, була палиця — те, за допомогою чого людина утримує на відстані від себе «погані речі», а другим інструментом була мотузка — для утримання «хороших речей» поруч з собою. Коджіма порівняв основні «інструменти» взаємодії з навколишнім світом в екшн-грі — удари і стрілянину — з «палицею», і сказав, що Death Stranding повинна надати гравцям і «мотузку» — щось, що дозволить пов'язувати людей одних з одними.
Один з рекламних роликів PlayStation 4 Pro був знятий в Києві, зображаючи затоплення міста водою, що виявляється сльозами розчуленого гравця у Death Stranding.
Версія для Windows видана 14 липня 2020 року в Steam та Epic Games Store. В ній надавається частота кадрів понад 30 кадрів на секунду, фоторежим і підтримка надширокоформатних моніторів. Власники Windows-версії отримують низку внутрішньоігрових предметів, виконаних у стилі Half-Life.
У листопаді 2024 року Kojima Productions отримали повні права інтелектуальної власності на серію Death Stranding. Про це стало відомо від розробників під час презентації, присвяченій виходу гри на Xbox Series X/S.

## Музика в грі
Композитором Death Stranding виступає Людвіг Форсселл (англ. Ludvig Forssell), який працював також над саундтреком попередньої гри Хідео Коджіми, Metal Gear Solid V: The Phantom Pain. Одна з перших його композицій звучала в тизер-трейлері гри на церемонії The Game Awards 2016.

У трейлерах Death Stranding, були використані треки ісландської групи Low Roar. Пісня «I'll Keep Coming» звучала в дебютному трейлері гри, показаному на конференції E3 2016. Інша пісня групи, «Easy Way Out» була використана в тизер-трейлері гри на виставці PlayStation Experience, 3 грудня 2016 року. У лютому 2017 року, лейблом Mondo Records за підтримки Kojima Productions, обмеженим тиражем був випущений сингл на вініловій платівці, що містить вищезгадані дві пісні. Це був найперший мерчандайзинг-товар, випущений для майбутньої гри.
| 2017, Death Stranding: I'll Keep Coming | 2017, Death Stranding: I'll Keep Coming | 2017, Death Stranding: I'll Keep Coming | 2017, Death Stranding: I'll Keep Coming |
| #                                       | Назва                                   | Автор                                   | Тривалість                              |
| --------------------------------------- | --------------------------------------- | --------------------------------------- | --------------------------------------- |
| 1.                                      | «I'll Keep Coming»                      | Low Roar                                | 5:52                                    |
| 2.                                      | «Easy Way Out»                          | Low Roar                                | 4:48                                    |
| 10:40                                   |                                         |                                         |                                         |

## Оцінки й відгуки
| Агрегатор  | Оцінка |
| ---------- | ------ |
| Metacritic | 83/100 |
| OpenCritic | 86/100 |

| Видання                   | Оцінка          |
| ------------------------- | --------------- |
| Destructoid               | 8/10            |
| Electronic Gaming Monthly | [ 32 ]          |
| Eurogamer                 | «Рекомендовано» |
| Game Informer             | 7/10            |
| GameRevolution            | 5/5             |
| GameSpot                  | 9/10            |
| GamesRadar+               | 3.5/5           |
| IGN                       | 6.8/10          |
| VideoGamer.com            | 8/10            |

Ще з часу анонсу на E3 2016 Death Stranding стала предметом дискусій через її трейлери, наповнені малозрозумілими символами. Це актуалізувало доти доволі локальний інтернет-мем «Коджіма геній», мовляв, у них сховано глибокий сенс, який не здатна осягнути пересічна людина. Намагання розгадати значення символів та сюжет підштовхнуло зацікавлених грою осіб висувати власні теорії. 2017 року Death Stranding було номіновано на премію Golden Joystick Awards як найочікуванішу гру, але її потіснила The Last of Us Part II.
Після виходу для PlayStation 4 гра здобула на агрегаторі Metacritic середню оцінку 83 бали зі 100 від критиків і 6.7/10 від пересічних гравців.
GameSpot гру було оцінено в 9/10. З позитивних моментів особливо було виділено відчуття виконання важливої для інших людей роботи та загальний посил гри про єднання людей через акти доброти. Також похвалу здобули особисті історії персонажів, боротьба з привидами та засудження убивств людей. «Death Stranding — важка для сприйняття гра. В її сюжеті багато переплетених шляхів, а дивакуваті назви, банальні моменти та складні висловлювання стають на заваді простим повідомленням. Це виходить набагато чіткіше в приземленіших моментах гри, коли ви знаходите потрібну драбину, яку залишив інший гравець, або отримуєте лист від NPC, в якому вам дякують за ваші зусилля. Це позитивно, не ігноруючи болю; фактично, як у своїй історії, так і в геймплеї, вона стверджує, що перепони — це те, що робить речі вартими того аби їх робити і життя вартим того аби жити. Це гра, яка вимагає терпіння, співчуття та любові, яка нам зараз справді потрібна».
IGN в особі Тристана Оджилві оцінили Death Stranding у 6,8/10 з вердиктом: «Деякі знакові ігри останніх років, такі як The Legend of Zelda: Breath of the Wild і Red Dead Redemption 2, успішно стирали межу між суворим реалізмом і чистим ескапізмом. Але як і її протагоніст, що спотикається, Death Stranding просто не може послідовно утримати баланс, попри однаково високі амбіції та незліченні винахідливі ідеї. Тут є захопливий, свіжий світ надприродної наукової фантастики на обширній та вражаючій карті, тож справді ганебно, що все це просто навалюється на хребет геймплею, котрий намагається підходяще витримати його вагу впродовж усієї подорожі. Зрозуміло, що останнім часом Kojima Productions заклопотана зростаючими похвалами в соцмережах, адже певним чином і я поставив „лайк“ Death Stranding. Хоча вона мені навіть не подобається».
Загальні продажі гри виявились на старті не такими високими, як очікувалось. У перший тиждень після виходу в Японії було продано 185909 копій, що зробило Death Stranding лідером за стартовими продажами для нинішнього покоління консолей, перевершивши успіх гри Judgment. Death Stranding посіла друге місце за продажами у Великій Британії, поступившись Call of Duty: Modern Warfare. Проте на ринку США гра не здобула такого ж успіху. Коджіма прокоментував це словами: «Я мушу сказати, що гра отримала захоплені відгуки в Японії та Європі. Тут, у США, з іншого боку, ми мали жорсткішу критику. Можливо, це через важкість сприйняття певними типами критиків і аудиторії. Американці великі шанувальники шутерів від першої особи і Death Stranding не одна з них».

## Артбук
«Світ гри Death Stranding» (англ. The Art of Death Stranding) — артбук про відеогру, від американського видавництва «Titan Books». Авторства Йдзі Сінкави, Хідео Коджіми, спільно зі студією, яка розробляла гру «Kojima Productions».
У вересні 2019 року, на «CCU2019», українське видавництво «MAL'OPUS» анонсувало видання локалізованої версії артбуку.
Синопсис
|                     | Death Stranding — новий витвір легендарного геймдизайнера Хідео Коджіми, який формує новий унікальний ігровий жанр. У найближчому майбутньому на Землі прогриміло кілька загадкових вибухів, що покликали за собою низку надприродних подій, названих згодом «Викидом смерті». Усе живе опинилося на межі вимирання, а поза вцілілими містами всюди чатують потойбічні істоти. Сему Бріджесу доведеться перетнути спустошений катаклізмом континент та врятувати людство від остаточної загибелі. Артбук «Світ гри Death Stranding» — це сотні концепт-артів персонажів, спорядження, локацій та монстрів, яких можна зустріти у грі, а також ранні й невикористані малюнки, — включно з роботами знаменитого художника Йоджі Шінкави. |
| — «MAL'OPUS» (2020) | |

## Кіноадаптація
У квітні 2025 року стало відомо, що у розробці знаходиться повнометражна екранізація за мотивами гри, і що сценаристом та режисером виступить Майкл Сарноскі.